# 나카사카 유야
나카사카 유야(일본어: 中坂 勇哉, 1997년 5월 8일 ~ )는 일본의 축구 선수이다.

## 구단 경력
그는 2016년부터 2024년까지 J리그의 비셀 고베, 교토 상가 FC에서 활동하였다.